# Bachgau

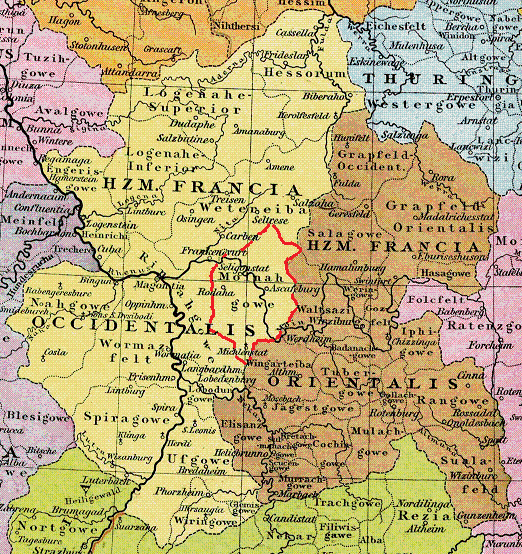
Der Bachgau lag im Süden des hier eingezeichneten Maingaues (um 1000)

Bachgau  ist eine historische Region südwestlich von Aschaffenburg. Der Bachgau war wie der Rodgau ein Teil des Maingaues.

## Geschichte

### Vor- und Frühgeschichte – Römerzeit
Bereits in vorgeschichtlicher Zeit war der Bachgau besiedelt. Dies beweisen Funde aus der Jungsteinzeit bis ins letzte vorchristliche Jahrhundert, die in den Museen in Mainz, Darmstadt und Aschaffenburg ausgestellt sind.
In der Römerzeit war der Bachgau Ufer- und Grenzland am Obergermanisch-Raetischen Limes, der hier Mainlimes oder auch Nasser Limes genannt wurde. Aus den Kastellen Obernburg, Niedernberg und Stockstadt finden sich viele Zeugnisse aus dieser Zeit.

### Christianisierung
Als ältestes christliches Zeugnis dürfte die Kirche in Nölkheim (Nilkheim) gelten. Es wird erwähnt, dass der Mainzer Bischof Rigibert die von dem Priester Adalhuno gebaute und dem Hl. Dionysius von Paris gewidmete Kirche in der 1. Hälfte des 8. Jahrhunderts geweiht hat.
Der Vater des ehemaligen Schreibers Karls des Großen und Schwiegersohnes, Beselel, besser bekannt unter dem Namen Einhart v. Klingelsporn, erhielt den Bachgau von König Karl als Altersruhesitz und Rente geschenkt. Um 850 zählte man die Stadt Seligenstadt offensichtlich noch zum Bachgau, denn Eginhard baute die ebenfalls geschenkte Stadt Mulinheim und sein Kloster Seligenstadt zu einem kulturellen Zentrum des frühen Mittelalters aus. Dank der Gebeine der beiden Heiligen Marcellinius und Petrus, die Einhard d. J. von Rom nach Seligenstadt bringen ließ, sagte man Seligenstadt bald eine heilbringende Quelle nach, die Schutz vor Krankheiten wie der Pest biete.

### Cent Bachgau

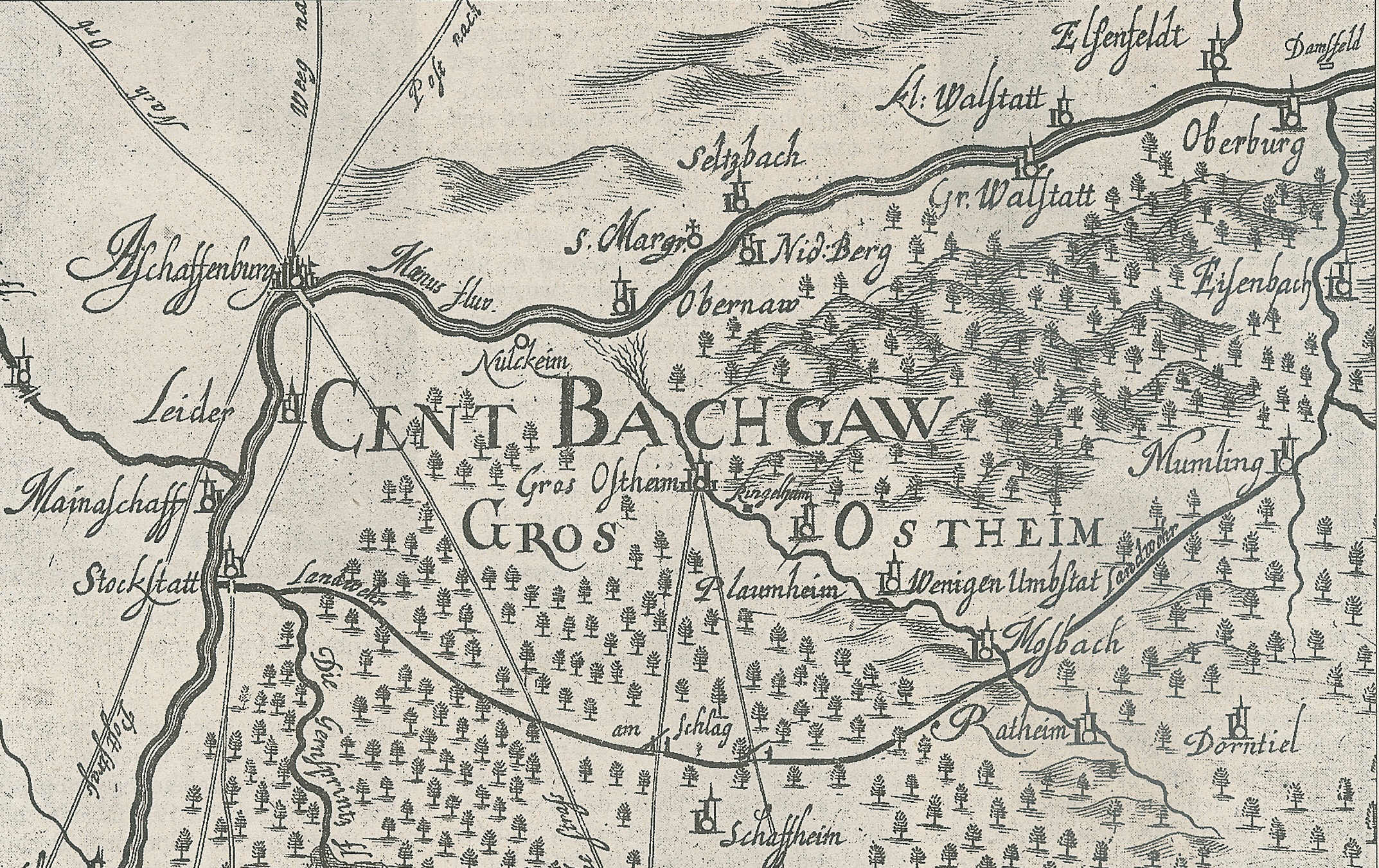
Cent Bachgaw: Kupferstich des Mainzer Kartographen Nikolaus Person von 1695

Im 12. Jahrhundert gehörte der Bachgau, ursprünglich wohl Königsgut, zum Besitz der Reichsministerialen von Hagen-Münzenberg. Im Umfeld der Heirat Reinhards I. mit Adelheid von Münzenberg (vor 1245), Tochter Ulrich I. von Hagen-Münzenberg, brachte diese das Amt Babenhausen und den Bachgau als Heiratsgut mit, die nun zur Herrschaft Hanau gehörten. Der Bachgau aber ging Hanau größtenteils wieder verloren: Schon Reinhard I. hatte ihn 1278 an den Erzbischof von Mainz abgeben müssen. Nach dem Tod des Erzbischofs Werner von Eppstein zog König Rudolf den Bachgau zugleich mit dem Kloster Seligenstadt ein und übergab ihn Ulrich I. von Hanau zur Verwaltung. König Adolf von Nassau sprach den Bachgau 1292 wieder dem Erzbischof zu, wohl ein Kompensationsgeschäft für dessen Stimme bei der Königswahl, was Ulrich I. aber offensichtlich ignorierte. Die aus dem Streit um den Bachgau entstehende Fehde zwischen Ulrich I. und dem Mainzer Erzbischof Gerhard II. von Eppstein – wohl 1298 – scheint sehr heftig gewesen zu sein. Ulrich I. wurde militärisch geschlagen und vom Erzbischof in Bingen gefangen gesetzt. Ulrich I. kam zwar bald wieder frei, der Bachgau aber war für Hanau größtenteils verloren. Nur die Dörfer Langstadt, Schlierbach und Schaafheim sowie zahlreiche einzelne Rechte im Bachgau blieben Hanau erhalten.
Zum "Cent Bachgau" gehörten seit dem 14. Jahrhundert die Orte Stockstatt (Stockstadt am Main), Leyder (Leider), Nilkheimb (Nilkheim), Niedernberg, Großenwallstatt (Großwallstadt), Eysenbach (Eisenbach), Hausen (hinter der Sonne) (heute Wüstung), Mömblingen (Mömlingen), Radheimb (Radheim), Mosbach, Wenigenumbstatt (Wenigumstadt), Pflaumheimb (Pflaumheim), Ringenheimb (Ringheim), Ostheimb (Großostheim), Dorndill (Dorndiel), Obernburg am Main und Hof Neustatt (heute als Neustädterhof Ortsteil von Obernburg).
Das Gebiet wurde wohl ab dem 15. Jahrhundert durch die Bachgauer Landwehr zwischen Stockstadt und Mömlingen gesichert.

### Napoleonische Zeit
1782 wurden die Verhältnisse neu geordnet; es entstanden Amtsvogteien und Oberämter im Vicedomamt Aschaffenburg. So kamen Stockstadt und Leider zur Amtsvogtei Schweinheim, die anderen Orte zur Stadt und Amtsvogtei Obernburg. Mit dem Ende des Kurfürstentums Mainz 1803 wurde auch der Cent Bachgau aufgelöst.

### Aufteilung Bayern – Hessen
Mosbach und Radheim (heute Ortsteile von Schaafheim), d. h. der westliche Teil des Bachgaus kamen nach dem Wiener Kongress zunächst zu Bayern, jedoch im Jahr 1817 durch den hessisch-bayerischen Gebietsaustausch zum Großherzogtum Hessen-Darmstadt; Wenigumstadt, Pflaumheim und Mömlingen, d. h. der östliche Teil, bleiben bei der Krone Bayern.

### Heute
In der Gegenwart zählen zum Bachgau die Orte Großostheim mit den Ortsteilen Ringheim, Pflaumheim und Wenigumstadt auf bayerischer Seite und die Gemeinde Schaafheim mit den Ortsteilen Mosbach und Radheim in Hessen. Zentrum und größte Gemeinde im Bachgau ist der Markt Großostheim.

## Trivia
Am 12. Juli 2009 wurde in Schaafheim eine neue Rosenart u. a. von der Bundestagsabgeordneten Patricia Lips auf den Namen Bachgau-Rose getauft.
In Großostheim gibt es das Bachgau-Museum.
Die Römisch-katholische Kirche nennt die Gemeinden im Osten des Bistums Mainz um Dieburg den "Pastoralraum Bachgau"; er wird ab dem 1. Januar 2026 umbenannt in "Sankt Christophorus Dieburger Land".